# Drammen
Drammen és una ciutat i municipi situada al comtat de Buskerud, al sud de Noruega. Amb 67.895 habitants l'1 de gener de 2016, és la novena ciutat més gran del país i és la capital i ciutat més poblada del comtat de Buskerud. La seva superfície és de 137 km².
El centre de la ciutat es troba al final d'una vall, a la desembocadura del riu Drammenselva al fiord de Drammen. El port de Drammen és el principal importador d'automòbils i de fruita de Noruega. L'alcalde de la ciutat és Tore Opdal Hansen, del Partit Conservador (H).

## Etimologia
La forma en nòrdic antic del nom de la ciutat era Drafn, i això era originalment el nom de la part interior de fiord de Drammen. Es creu que el nom del fiord prové del riu Drammenselva (Drǫfn), i aquest deriva de drǫfn que significa "onada".

## Història

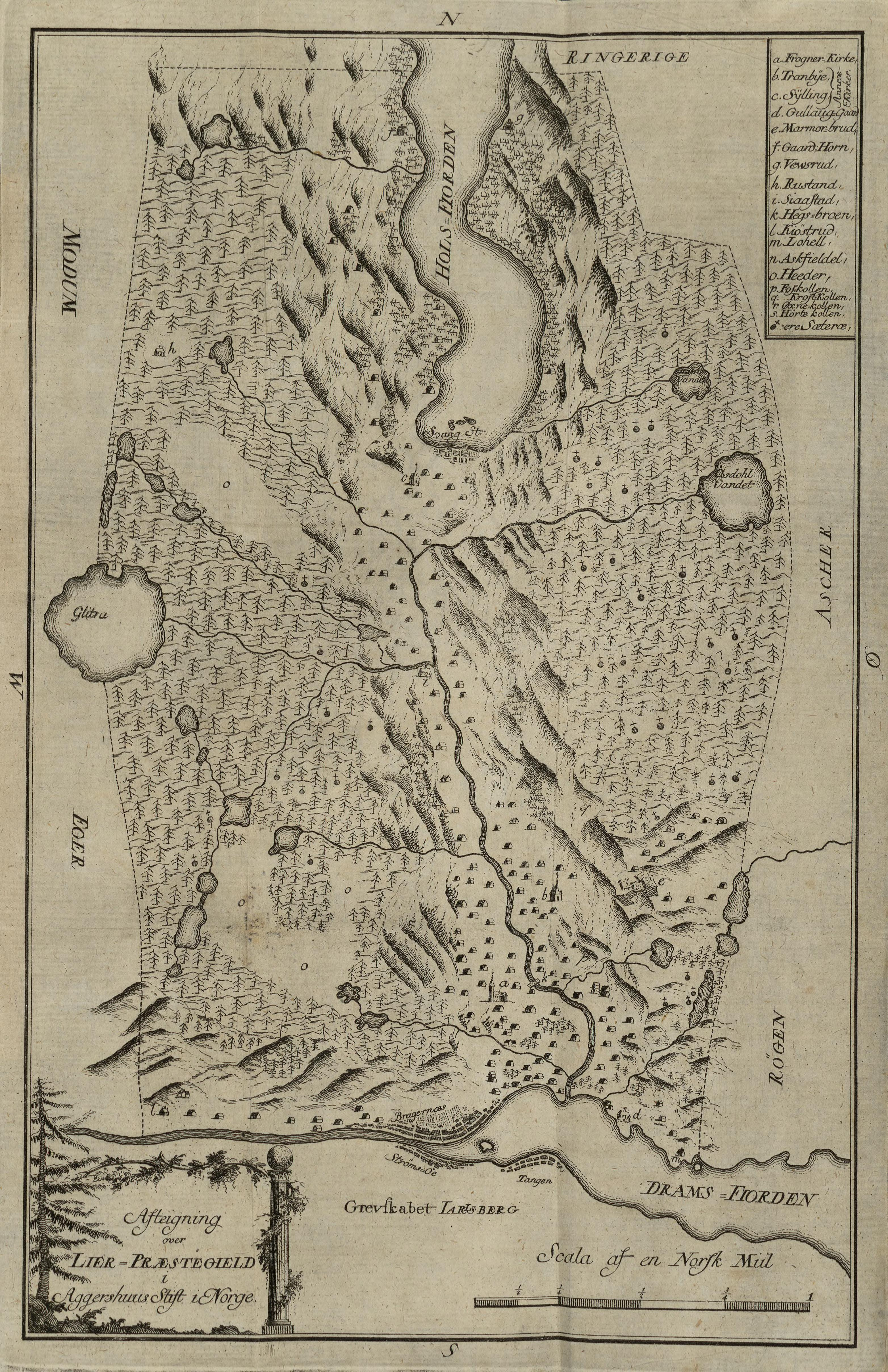
Mapa de la parròquia de Lier el 1761, amb els barris de Drammen Bragernes i Strømsø a la part inferior del mapa.

Els primers vestigis d'activitat humana a la zona on actualment hi ha Drammen són les cavernes d'Åskollen i Skogerveien, que tenen entre 6.000 i 7.000 anys.
Originalment, Drammen estava format per dos petits ports marítims: al costat nord del Drammenselva, Bragernes; i al sud Strømsø i Tangen. Arran de l'activitat comercial, aquests petits ports pesquers van quedar supeditats a les ciutats mercantils. Malgrat la proximitat d'aquests nuclis, Bragernes va ser encomanat a Christiania, l'actual Oslo, i Strømsø a Tønsberg. És per això que la cooperació entre les poblacions limítrofes va ser impossible. El 1662 es va proposar d'unir Strømsø i Bragernes per formar una ciutat mercantil sota el nom de Frederiksstrøm. Frederic III de Dinamarca va rebutjar aquesta proposta. De totes maneres, el 19 de juny de 1811 aquestes dues viles van acabar unint-se.
La parròquia de Drammen es va establir com a municipi l'1 de gener de 1838. Anys més tard, el municipi rural de Skoger es va fusionar amb el municipi de Drammen l'1 de gener de 1964 i va ser traslladat del comtat de Vestfold al de Buskerud al mateix temps.
La seva singular ubicació geogràfica va fer de la ciutat un centre per a la navegació, la construcció naval, la conducció, el comerç de fusta, i les indústries de paper i cel·lulosa a partir del segle xix. Durant la dècada del 1960 la majoria de fàbriques de polpa i paper al llarg del Drammenselva es van tancar.

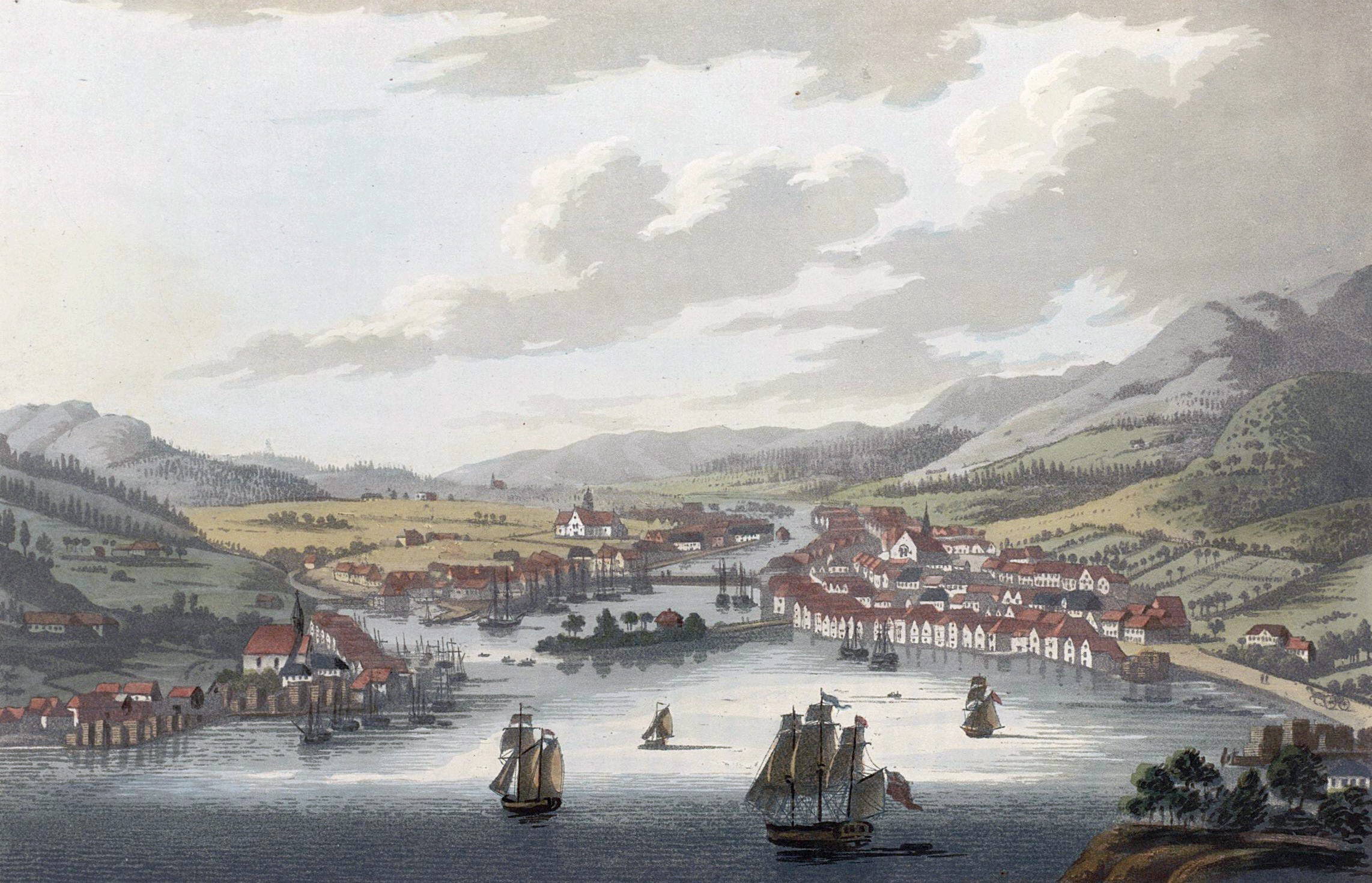
Drammen el 1800.

El 1909 Drammen va aconseguir el primer sistema de troleibusos als països escandinaus, el troleibús de Drammen. Les línies van funcionar fins al 1967. Durant molts anys al centre de Drammen hi ha molt de trànsit, fins que el 1970 la creació de la ruta E18 va ajudar una mica, i posteriorment al 1999 l'obertura d'un túnel als afores de la ciutat desvia gran part del trànsit del centre de la ciutat. Als últims anys, el centre de la ciutat ha vist una regeneració significativa, amb la introducció de nous habitatges, instal·lacions comercials, restaurants, cafeteries i bars, així com una via pública al llarg del riu Drammenselva.
El 2011 el sistema de calefacció de Drammen es va actualitzar utilitzant bombes de calor mitjançant l'aigua del fiord de Drammen, per donar suport al creixement demogràfic de la ciutat.

### Escut d'armes
L'escut d'armes és modern. Se'ls hi va concedir el 17 de novembre de 1960. L'escut té un fons blau amb una columna platejada al punt culminant d'una base de roques. Al centre de la columna s'hi creuen una clau i una espasa de viking. L'escut es basa en un antic segell que data del 1723 a la zona de Bragernes, una de les parts centrals de Drammen. El lema de Bragernes (en llatí) va ser In Fide Et Justitia Fortitudo (en català: la fe i la justícia són la força), i l'escut simbolitza el lema: la clau simbolitza la fe, l'espasa la justícia i la columna de roques la resistència.

## Geografia

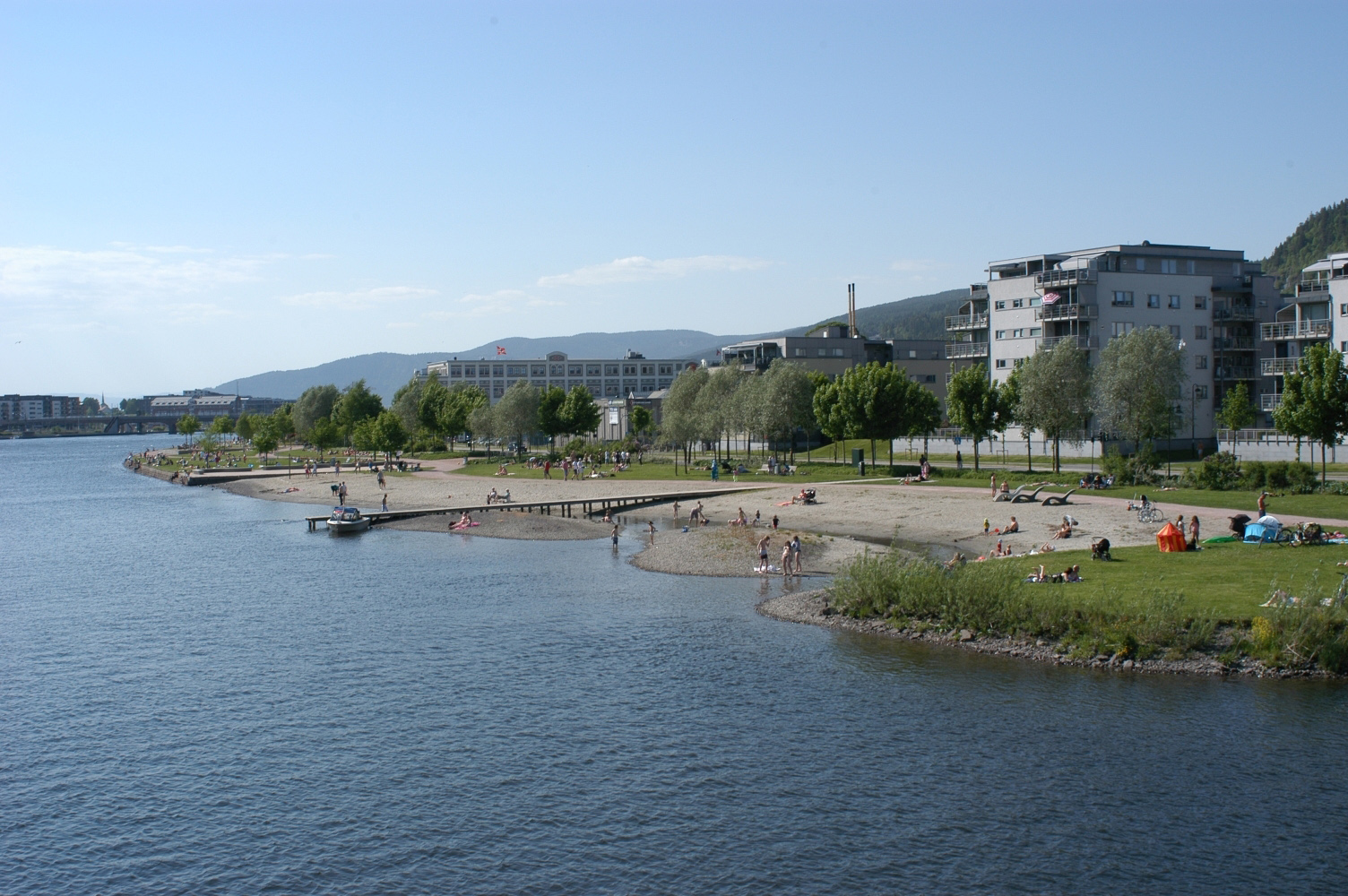
Una petita platja a la riba del fiord de Drammen, a l'estiu.

Drammen està situada al final d'una vall, a la desembocadura del riu Drammenselva al fiord de Drammen. Al final de l'última edat de gel, el terreny on s'assenta Drammen va obtenir la forma actual. El municipi de Drammen abasta 145,2 km², dels quals 89,9 km² són de bosc, 15,8 km² de terres agrícoles i 9,5 km² d'aigua. El paisatge de Drammen es caracteritza per les aglomeracions urbanes al llarg del riu i la badia, que s'estenen fins als vessants de les muntanyes. El centre de Drammen és a uns 2 msnm.
El bosc de Drammensmarka i la zona de Finnemarka, situats al nord-est de la ciutat, formen una zona de lleure i oci amb una xarxa de pistes d'esquí i rutes de senderisme molt ben desenvolupades. A Finnemarka també hi ha el llac Glitre, que és la font principal d'aigua potable a Drammen. El punt més alt del Drammen és Skimten, a 553 msnm.

### Clima
Drammen està situada en una zona de clima temperat-fred. El clima és fred i humit, més calorós d'estiu. Drammen és menys afectada pel fiord d'Oslo i, per tant, les temperatures són lleugerament inferiors a l'hivern que a Oslo. La temperatura més alta mai registrada és de 35,0 °C, el 3 d'agost de 1982.
| Dades climàtiques a Drammen        | Dades climàtiques a Drammen | Dades climàtiques a Drammen | Dades climàtiques a Drammen | Dades climàtiques a Drammen | Dades climàtiques a Drammen | Dades climàtiques a Drammen | Dades climàtiques a Drammen | Dades climàtiques a Drammen | Dades climàtiques a Drammen | Dades climàtiques a Drammen | Dades climàtiques a Drammen | Dades climàtiques a Drammen | Dades climàtiques a Drammen |
| Mes                                | gen                         | febr                        | març                        | abr                         | maig                        | juny                        | jul                         | ag                          | set                         | oct                         | nov                         | des                         | anual                       |
| ---------------------------------- | --------------------------- | --------------------------- | --------------------------- | --------------------------- | --------------------------- | --------------------------- | --------------------------- | --------------------------- | --------------------------- | --------------------------- | --------------------------- | --------------------------- | --------------------------- |
| Màxima mitjana °C (°F)             | −0.7 (30.7)                 | 0.1 (32.2)                  | 6.1 (43)                    | 12.3 (54.1)                 | 17.3 (63.1)                 | 21.3 (70.3)                 | 23.9 (75)                   | 21.6 (70.9)                 | 17.4 (63.3)                 | 10.6 (51.1)                 | 5.2 (41.4)                  | −0.3 (31.5)                 | 11.2 (52.2)                 |
| Mitjana diària °C (°F)             | −3.7 (25.3)                 | −3.5 (25.7)                 | 0.7 (33.3)                  | 6.5 (43.7)                  | 11.5 (52.7)                 | 15.5 (59.9)                 | 18.3 (64.9)                 | 16.2 (61.2)                 | 12.1 (53.8)                 | 6.4 (43.5)                  | 2.1 (35.8)                  | −3.4 (25.9)                 | 6.6 (43.9)                  |
| Mínima mitjana °C (°F)             | −6.6 (20.1)                 | −6.6 (20.1)                 | −3.8 (25.2)                 | 1.4 (34.5)                  | 6.1 (43)                    | 10.2 (50.4)                 | 13.3 (55.9)                 | 11.9 (53.4)                 | 7.8 (46)                    | 3.1 (37.6)                  | −0.6 (30.9)                 | −6.5 (20.3)                 | 2.5 (36.5)                  |
| Precipitació mitjana mm (polzades) | 63 (2.48)                   | 47 (1.85)                   | 53 (2.09)                   | 43 (1.69)                   | 61 (2.4)                    | 60 (2.36)                   | 76 (2.99)                   | 86 (3.39)                   | 97 (3.82)                   | 100 (3.94)                  | 83 (3.27)                   | 61 (2.4)                    | 830 (32.68)                 |
| Percentage d'hores de sol          | 7.8                         | 10.0                        | 12.6                        | 15.4                        | 18.3                        | 20.2                        | 19.1                        | 16.3                        | 13.5                        | 10.8                        | 8.4                         | 7.0                         | 13.3                        |
| Font: Weatherbase                  |                             |                             |                             |                             |                             |                             |                             |                             |                             |                             |                             |                             |                             |

## Demografia

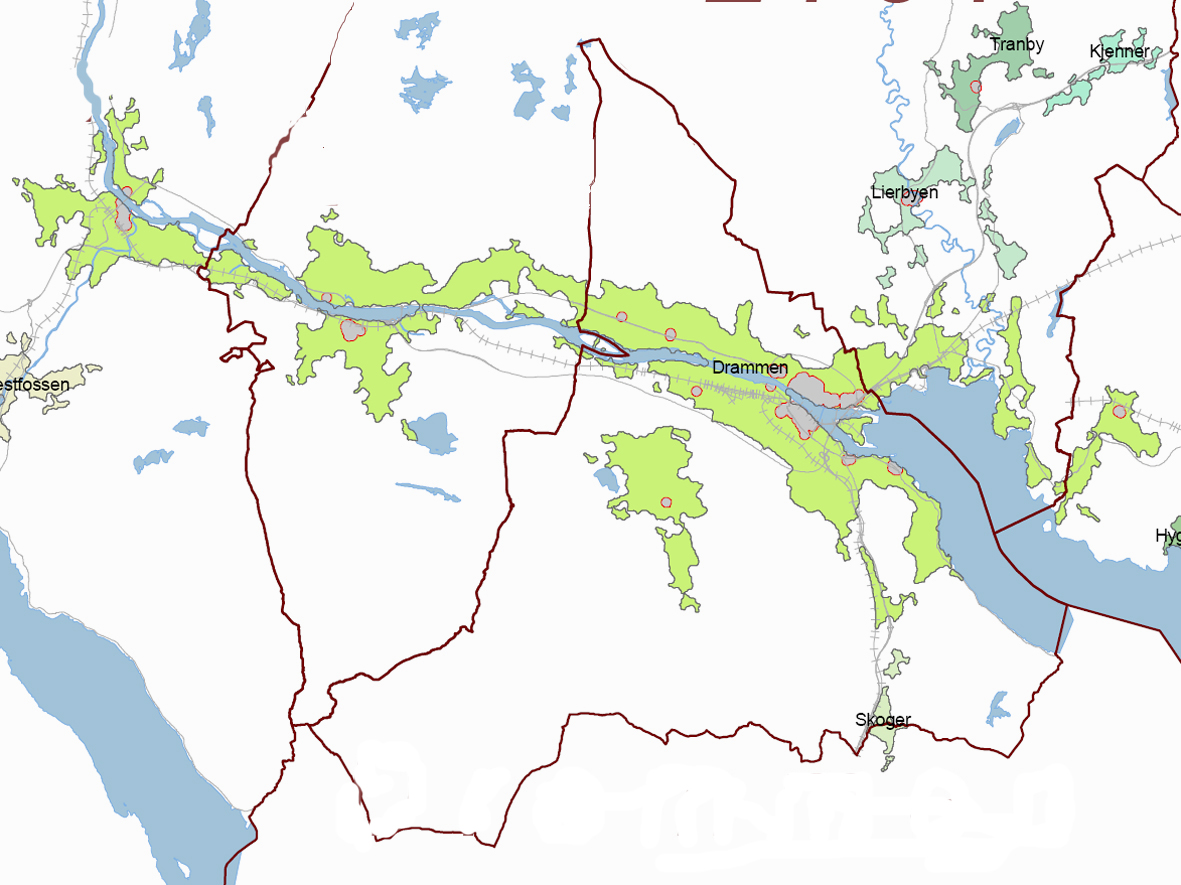
Mapa de l'àrea urbana de Drammen.

Hi havia 67.895 habitants al municipi (2016), tot i que la ciutat és la capital regional d'una àrea amb més de 150.000 habitants. Drammen i les comunitats circumdants estan creixent més que mai abans. La ciutat fa un bon ús del riu i per via navegable del fiord de Drammen, tant per a la recreació, les activitats i l'allotjament. No hi ha cap altra ciutat al país que hagi rebut el més premis que Drammen sobre desenvolupament ambiental i urbà: 6 nacionals i 2 premis internacionals des del 2003.
L'1 de gener de 2016, la població total de l'àrea metropolitana de Drammen era de 157.754 habitants. La ciutat conforma la sisena àrea urbana més gran de Noruega i aquesta està formada per cinc municipis: Drammen (amb al voltant del 61% de la població), Nedre Eiker (23%), Øvre Eiker (8%), Lier (5%), i Røyken (3%).

## Paisatge urbà
La ciutat de Drammen és plena d'edificis i monuments històrics, ja sigui per motius del passat o pel disseny d'aquests. Compta amb un museu, una popular cerveseria, diversos ponts i túnels característics i un important teatre. A l'estiu centenars de turistes visiten la ciutat.

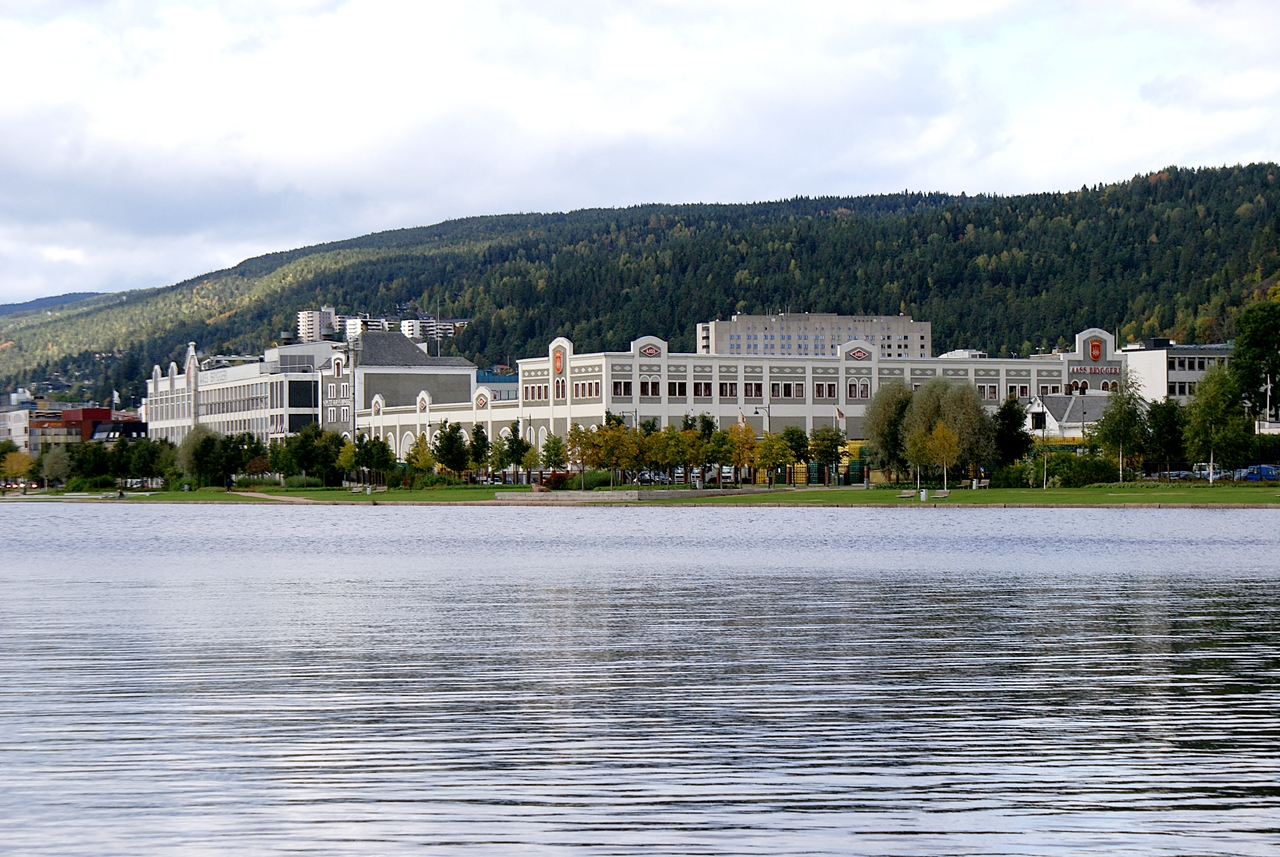
La cerveseria dAass Bryggeri.

La cerveseria més antiga de Noruega, Aass Bryggeri, és nacionalment coneguda per la seva cervesa i l'edifici on se situa. Fou fundada el 1834. Els tres ponts principals de la ciutat són el Pont de la Ciutat de Drammen, un pont de formigó que uneix els dos centres de la ciutat, construït l'any 1936, el Pont de Drammen, en què hi passa la carretera E18 que travessa Drammenselva, construït el 1971 i el Pont d'Ypsilon, un pont atirantat sobre el Drammenselva, construït el 2007.
El principal museu de la ciutat és el Museu de d'Art i Història Cultural de Drammen, que es troba a l'antiga granja Marienlyst, una casa de camp del 1770 que el 1930 es va convertir en museus. Al museu s'hi duen a terme exposicions permanents, col·leccions, galeries d'art i exposicions temporals. És molt conegut a escala nacional.
L'Spiralen Drammen és un túnel de carretera que permet l'accés a l'Skansen Ridge, a uns 180 metres per sota la ciutat. Es va obrir el 1961 en el lloc d'una antiga pedrera.

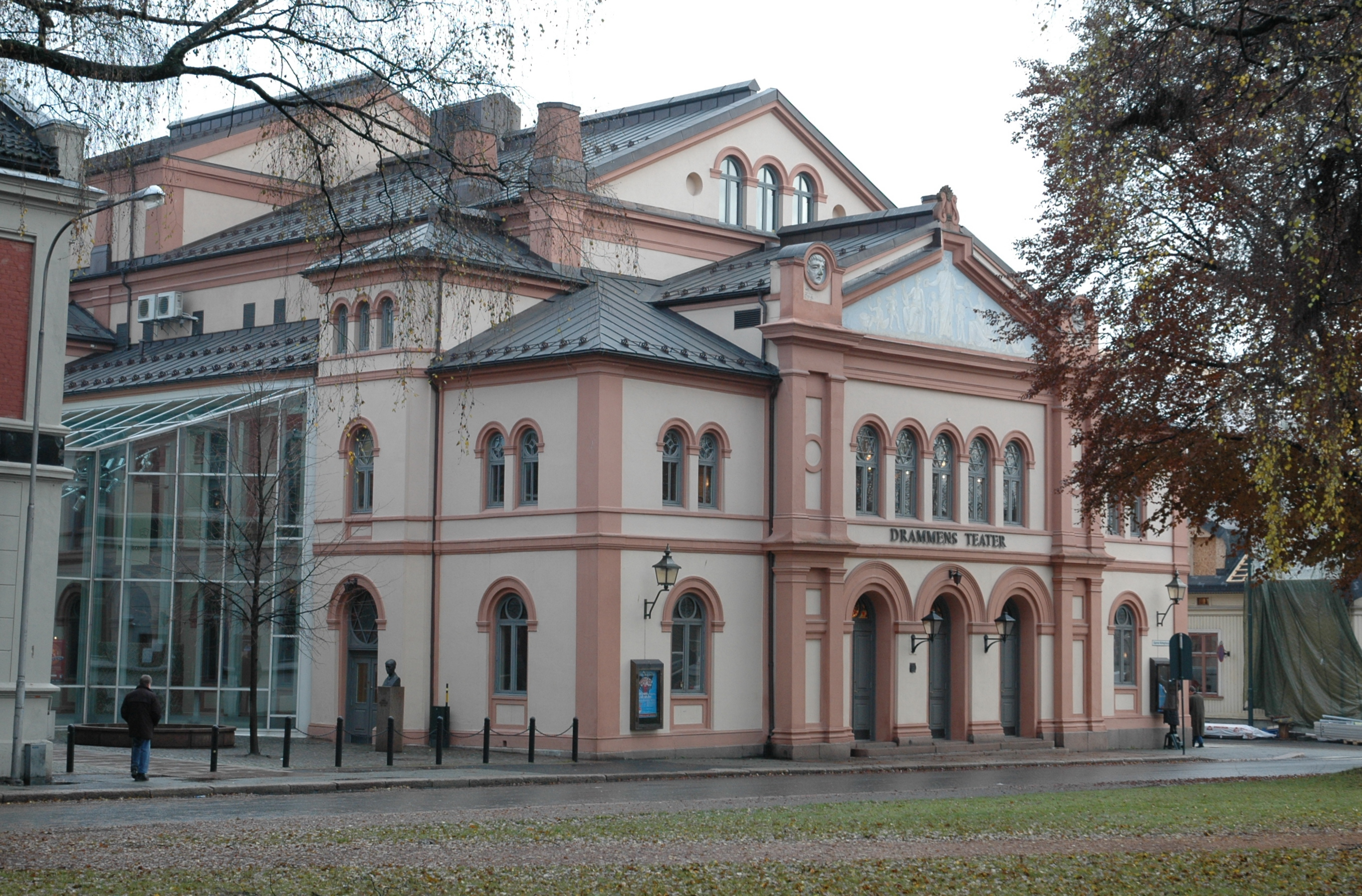
Teatre de Drammen.

El Teatre de Drammen al barri de Bragernes es va construir el 1869 i fou dissenyat per l'arquitecte Victor Langlet Emil. El teatre fou el primer teatre modern al país. Fou dissenyat en un estil complex renaixentista amb façanes simètriques i finestres d'arc rodó. El desembre de 1993 el teatre fou devastat per un gran incendi, i l'antic teatre fou reconstruït al model de la casa original.

### Districtes
La ciutat de Drammen està dividida en 8 districtes administratius:
- Åssiden
- Austad-Fjell
- Bragernes
- Gulskogen
- Konnerud
- Skoger
- Strømsø-Danvik
- Tangen-Åskollen

## Esports

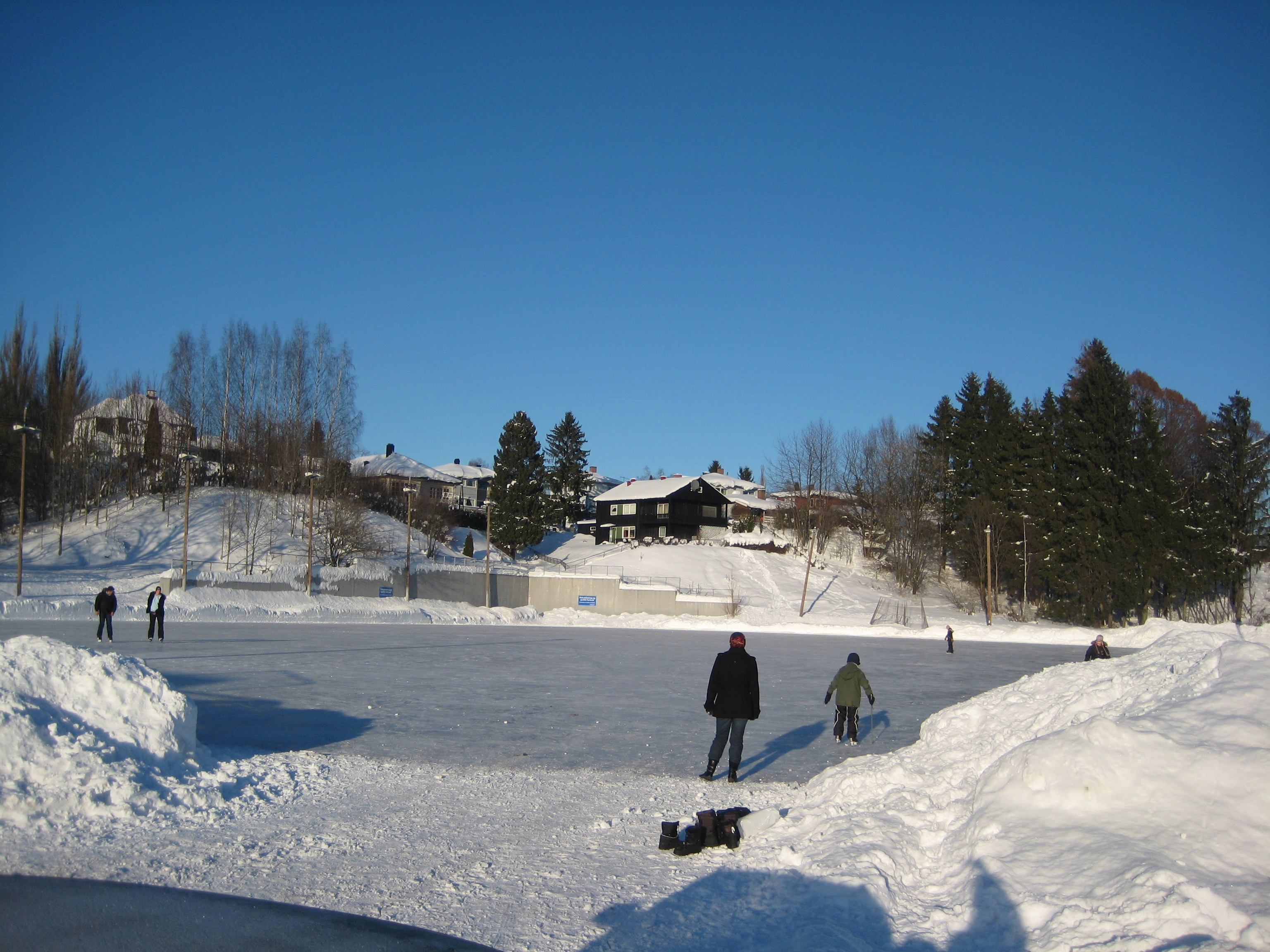
La pista de gel de Bandy.

A Drammen hi ha molts clubs esportius. Els esports més ben representats a la ciutat són el futbol, golf, handbol i esquí de fons. Els clubs són els següents:
- Drammen FK. Fundada el 23 d'agost de 2008.
- Golfklubb Drammen. Fundada el 1988. Club de golf amb camp de 18 forats situat a la part sud de Drammen, a la frontera de Sande amb Oslo.
- Club de Drammen HK d'handbol, que competeix a la Lliga de Campions d'Europa dels homes (07/08).
- Konnerud IL, el club esportiu més famós per les seves instal·lacions d'esquí de fons.
- SBK Drafn, fundada el 1910 guanyadors de diversos trofeus i medalles.
- Strømsgodset IF i la seva secció de futbol d'elit Strømsgodset Toppfotball. Fou fundat 10 de febrer de 1907. Cinc Copes noruegues en el futbol (1969, 1970, 1973, 1991, 2010). Guanyador de la lliga de futbol de Noruega el 1970 i 2013. Va guanyar sis campionats de Noruega a l'hoquei amb pilota.

## Galeria

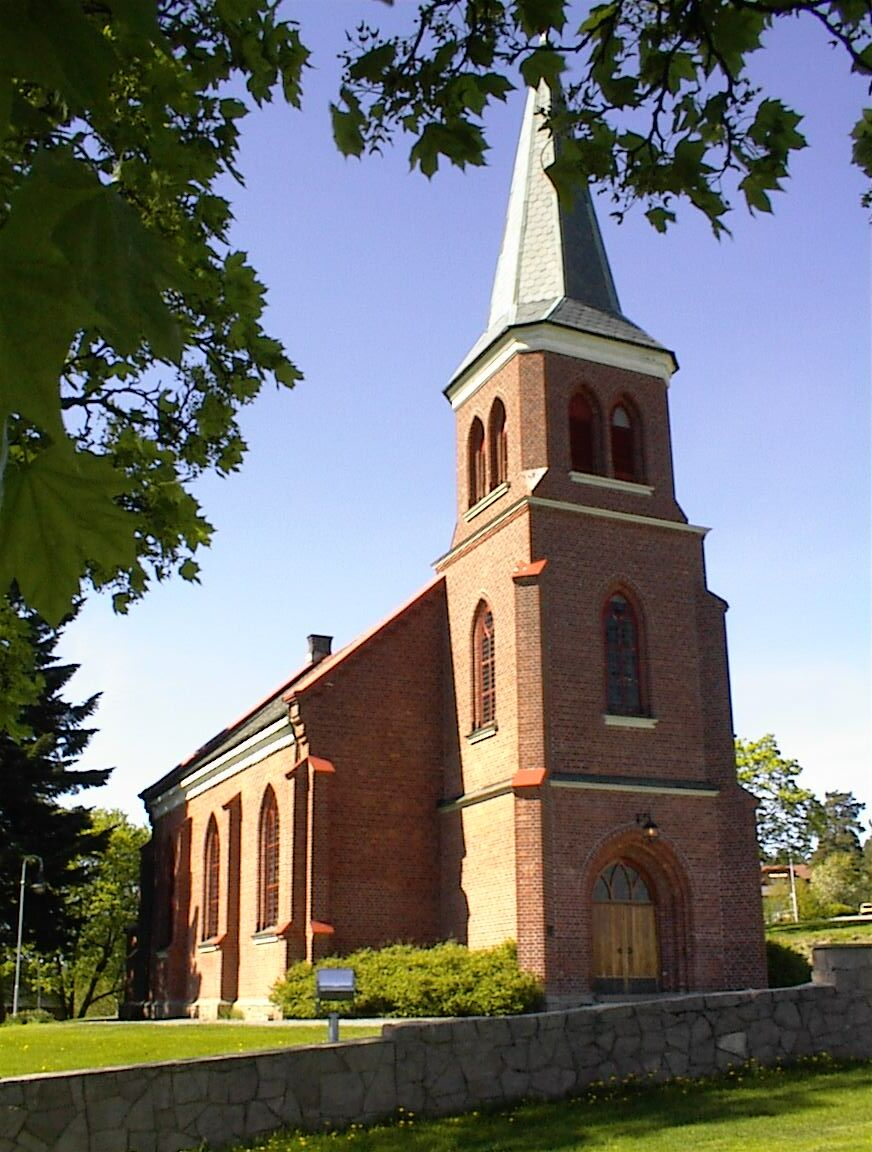
Església de Skoger
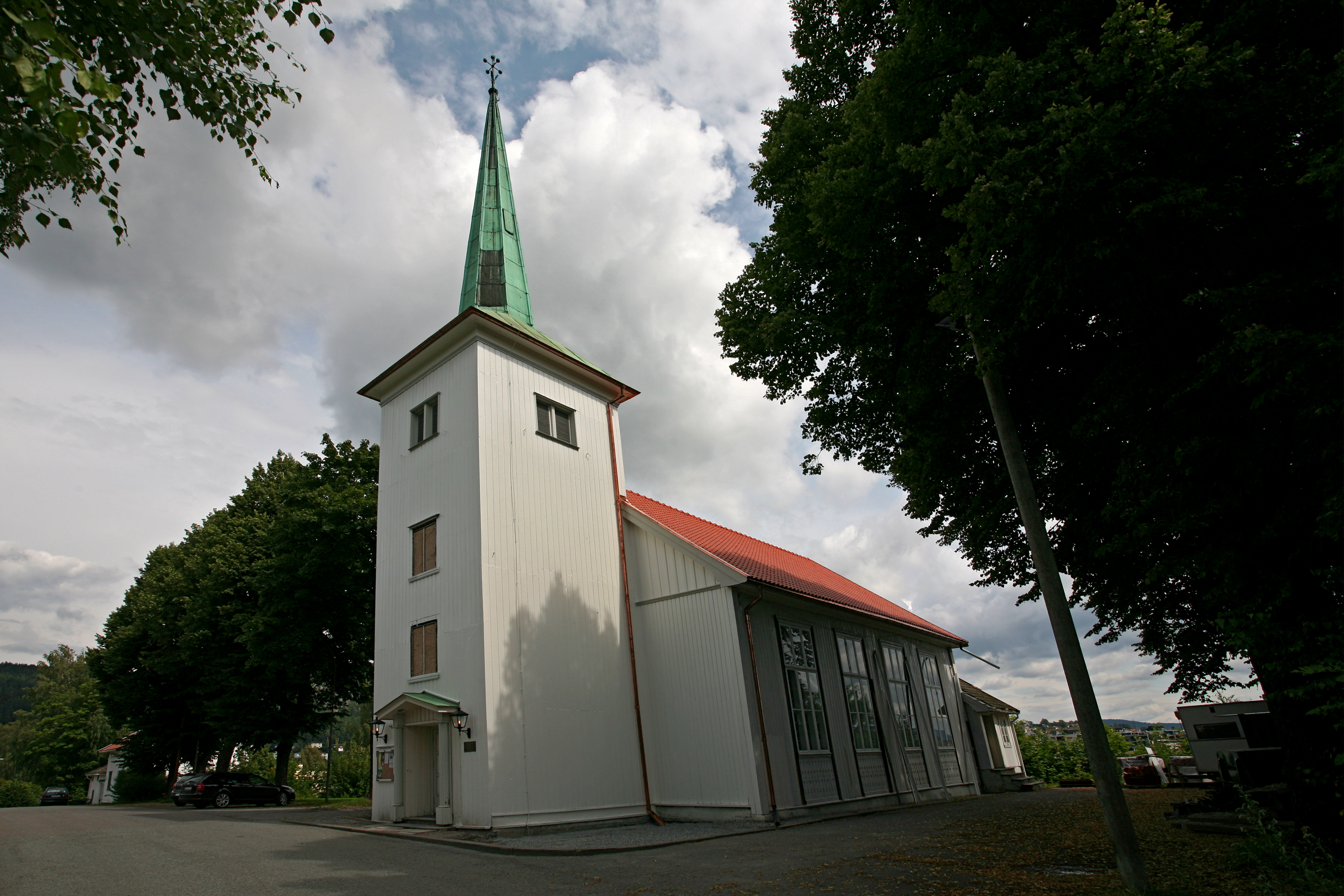
Església de Strømsgodset
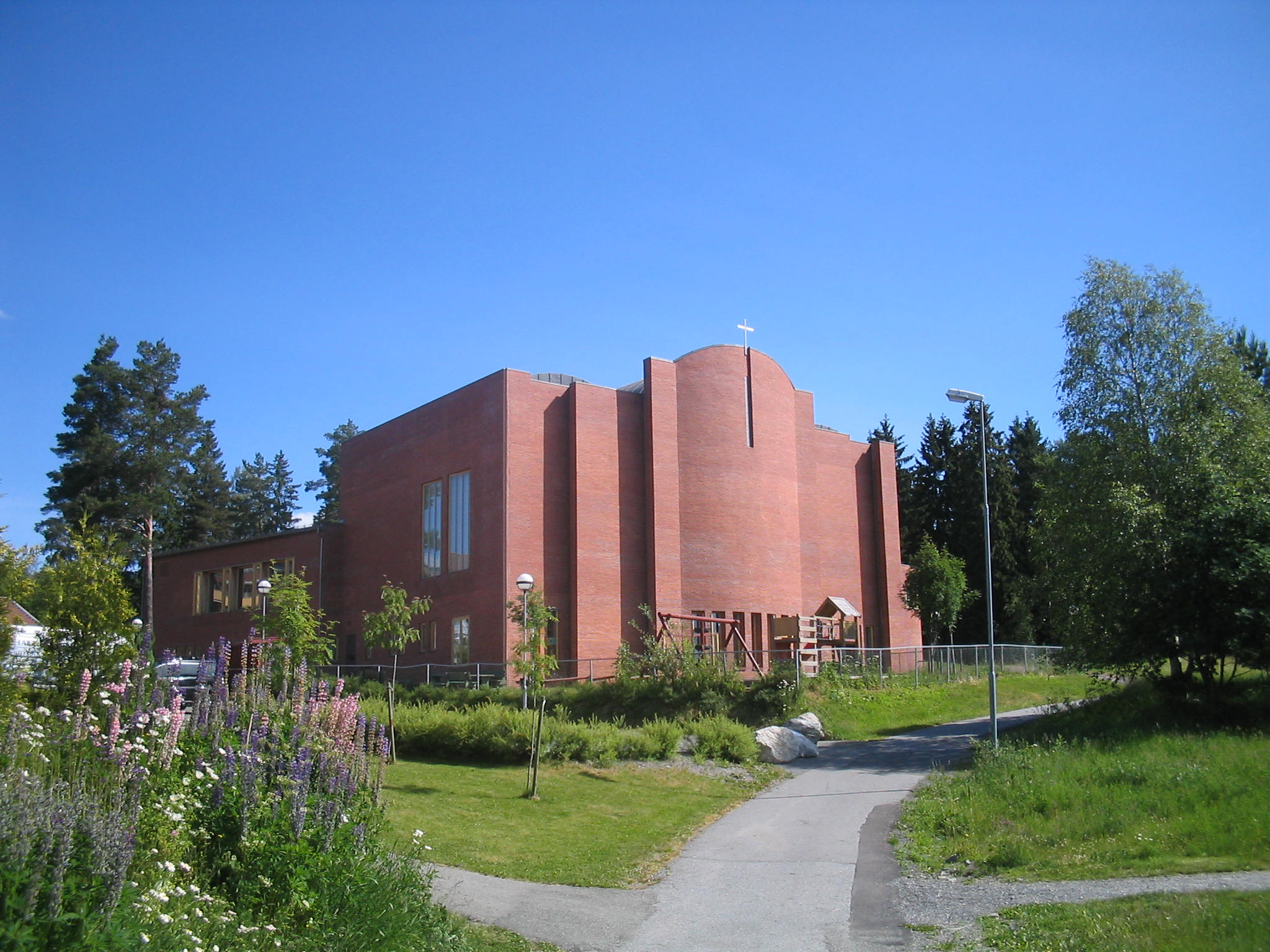
Església de Konnerud
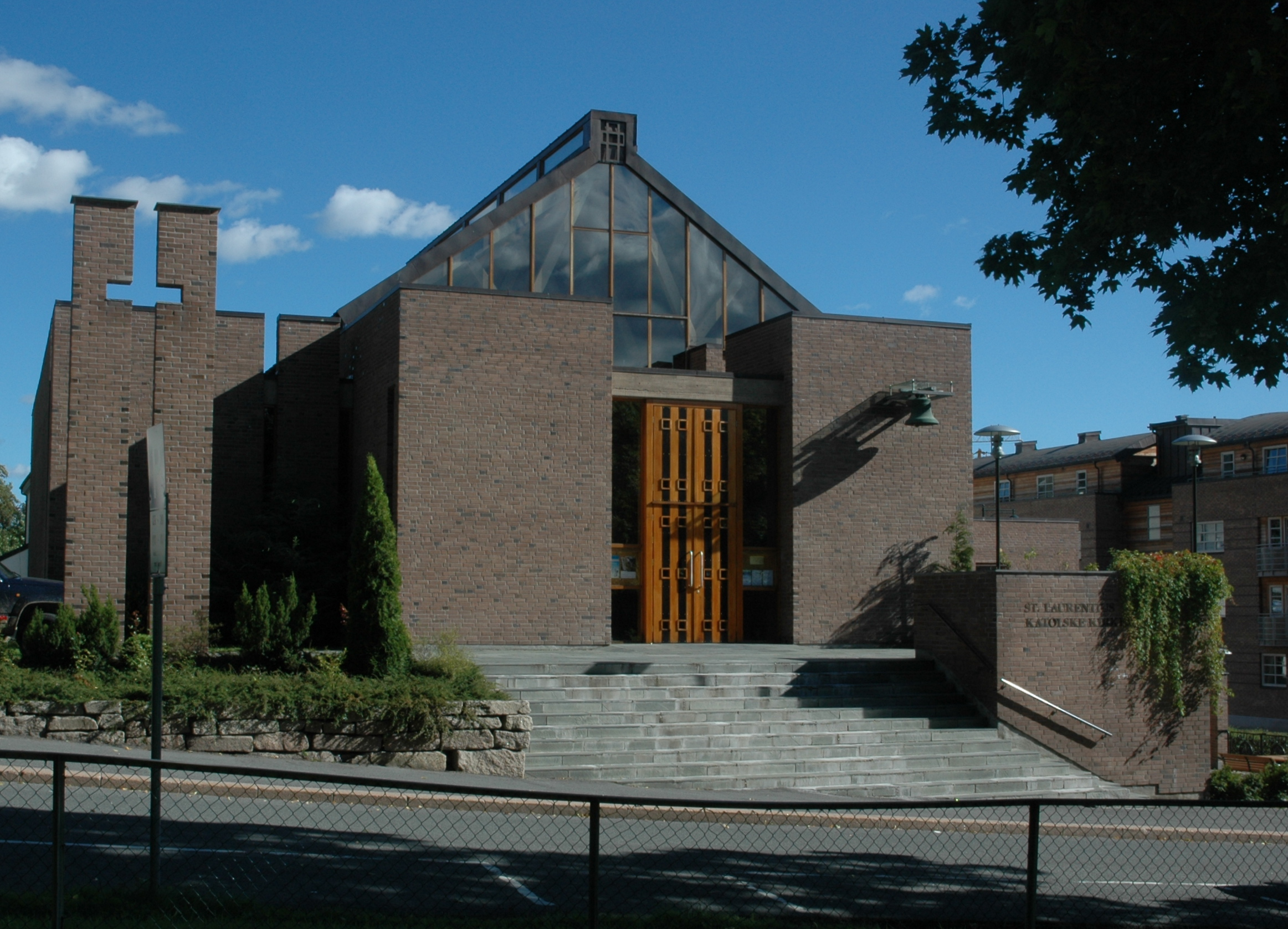
Església de St. Laurentius (catòlica romana)
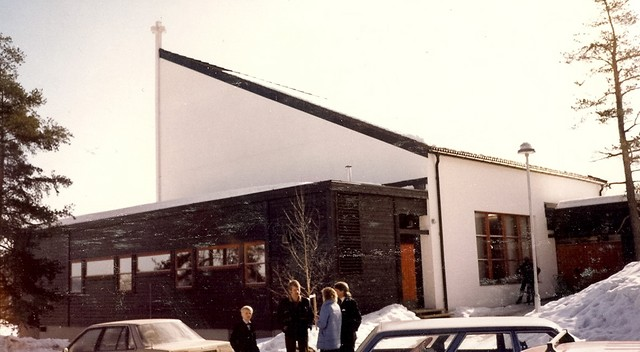
Església de Fjell church

## Fills il·lustres
- Martin Ødegaard (1998-), futbolista jugador de l'Arsenal FC.
- Anders Rachlen (1882-1970), va ser un compositor, pianista i director d'orquestra.

## Ciutats agermanades
Drammen manté una relació d'agermanament amb les següents localitats:
- - Kolding, Dinamarca Meridional, Dinamarca
- - Lappeenranta, Etelä-Suomen lääni, Finlàndia
- - Burgàs, Bulgària
- - Stykkishólmur, Islàndia
- - Örebro, Comtat d'Örebro, Suècia